# Чуйнаволок

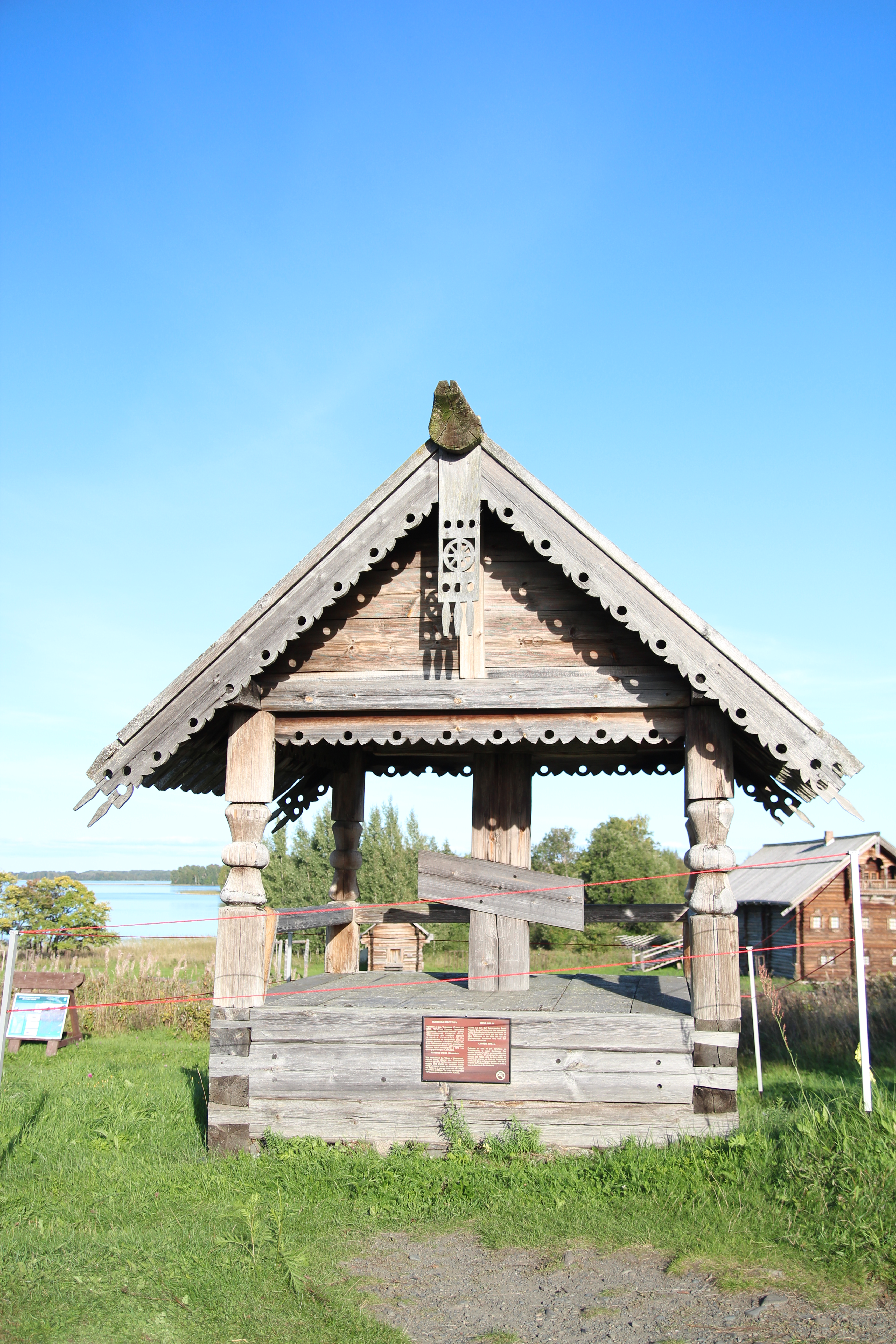
Поклонный крест из деревни Чуйнаволок в музее-заповеднике «Кижи»

Чуйна́волок (карел. Čuiniemi) — старинная карельская деревня в составе Эссойльского сельского поселения Пряжинского национального района Республики Карелия, комплексный памятник архитектуры.

## Общие сведения
Расположена в северной части этнического ареала карел-ливвиков, на северо-восточном берегу озера Сямозеро.
В деревне сохраняется памятник архитектуры федерального значения — деревянная часовня Святителя Николая и Ильи Пророка (XVIII век).
Другой памятник архитектуры второй половины XVIII века — поклонный крест — был перенесен из деревни Чуйнаволок в музей-заповедник «Кижи».

## Интересные факты
Крестьянин деревни Чуйнаволок Дорофеев Тимофей Иванович, герой Первой мировой войны, рядовой, был награждён военным орденом Святого Георгия 3-й степени.

## Население
Численность населения в 1905 году составляла 136 человек.
| 2002 | 2010 | 2013 |
| ---- | ---- | ---- |
| 10   | ↘0   | →0   |